# Pantokrator (Berg)
De Pantokrator (Grieks: Παντοκράτωρ) is de hoogste berg op het Griekse eiland Corfu.
De berg is gelegen in het noordoosten van het eiland en is 906 meter hoog. Vanaf de top is het gehele eiland te zien. Ook het nabijgelegen Albanië is duidelijk te zien. Bij goed weer kan, ondanks een afstand van 130 km, zelfs Italië worden gezien.
De top van de berg is bereikbaar via een smalle weg met veel haarspeldbochten. Op de top bevinden zich een klooster, een café en een telecommunicatiestation.
Er is in 1347 voor het eerst sprake van een klooster op de top van de berg. Het huidige kerkgebouwtje dateert van 1689.

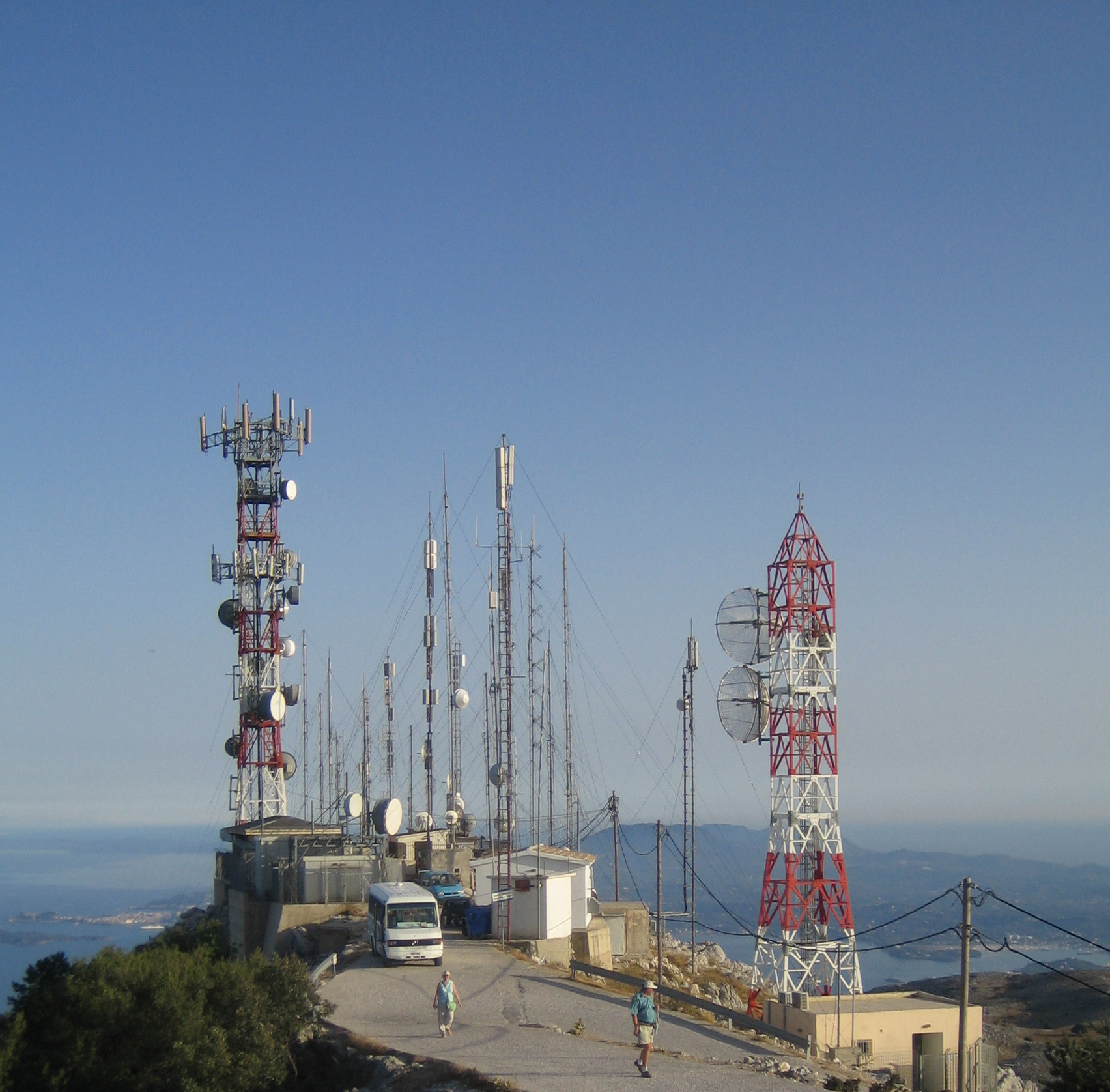
Top van de Pandokrator
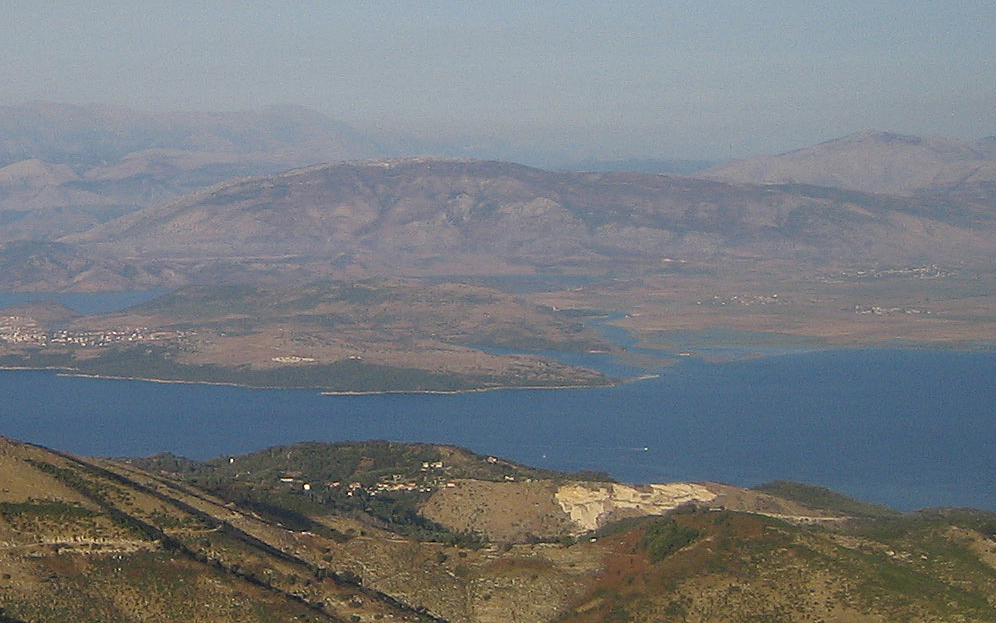
Uitzicht op Albanië